# Drissa Tou
Drissa Tou (Alto Volta, (en la actualidad Burkina Faso), 1 de enero de 1973) es un exboxeador burkinés.
Representó su país en los Juegos Olímpicos de Sídney 2000. Luchó en la categoría del peso mosca.